# Expedice 8
Expedice 8 byla osmá posádka dlouhodobě obývající Mezinárodní vesmírnou stanici (ISS). Velitel Michael Foale (USA) a palubní inženýr Alexandr Kaleri (Rusko) startovali z kosmodromu Bajkonur 18. října 2003 na palubě Sojuzu TMA-3, se stanicí ISS se spojili 20. října 2003. Na stanici přijali zásobovací loď Progress a absolvovali jeden výstup do vesmíru. Po půlročním pobytu předali stanici Expedici 9 a přistáli na Zemi.

## Posádka
- Michael Foale (6), velitel, NASA
- Alexandr Kaleri (4), palubní inženýr, Roskosmos (RKK Eněrgija)

V závorkách je uveden dosavadní počet letů do vesmíru včetně této mise.

## Záložní posádka
- William McArthur – velitel – NASA
- Valerij Tokarev – palubní inženýr – Roskosmos (CPK)

## Průběh mise
Expedice 8 startovala společně se španělským kosmonautem ESA Pedrem Duquem, který tvořil jednočlennou 5. návštěvní expedici v Sojuzu TMA-3 z kosmodromu Bajkonur v Kazachstánu 18. října 2003 ve 05:38 UTC. U vesmírné stanice přistáli 20. října v 7:16 UTC. Novou posádku přivítali členové Expedice 7 – ruský velitel Jurij Malenčenko a americký vědecký pracovník Edward Lu. Během týdne nová posádka převzala stanici a 24. října se Malenčenko, Lu a Duque v Sojuzu TMA-2 vrátili na zem.
Běžnou rutinu života na stanici narušil až přílet zásobovacího Progressu M1-11 31. ledna 2004.
Dne 26. února kosmonauti vystoupili do kosmického prostoru, věnovali se obsluze experimentů na povrchu stanice. Po polovině plánované délky výstupu Kalerimu selhalo chlazení skafandru a orosilo se mu hledí přilby, proto byla vycházka zkrácena na 3 hodiny 55 minut.
Dne 21. dubna 2004 přiletěli v Sojuzu TMA-4 Gennadij Padalka a Michael Fincke (Expedice 9) s nizozemským astronautem ESA André Kuipersem. Foale a Kaleri předali stanici nováčkům a s Kuipersem se 30. dubna vrátili v Sojuzu TMA-3 na zem.